# Pop alternativo
El pop alternativo (algunas veces llamado alt pop, alternative pop o música pop alternativa), es un derivado del pop que fusiona este con muchos estilos de pop emergentes desde la primera mitad de los años 2010 y con diversos estilos alternativos. El pop alternativo busca romper la estética genérica del pop mainstream.

## Historia
Este estilo musical fue creado a finales de los años 1980 con bandas de rock alternativo que de igual manera hacían pop rock, bandas como R.E.M., U2, The Smiths y artistas como Sinéad O'Connor y Björk pusieron las bases del sonido del pop alternativo. Algunos de los artistas más populares de este género hoy en día son Lorde, Melanie Martinez, Billie Eilish, Lana del Rey,Rosalía, Marina Diamandis, y The Neighbourhood que se caracteriza por sus voces melodiosas y sonidos no convencionales. Algunos exponentes del género también lo fusionan con la música folk, música de América Latina y música del mundo.
Generalmente, cuando se habla de alternativo, se hace referencia a diferente (en otras palabras, diferente a lo convencional o mainstream). Muchas de estas bandas y artistas, no tienen un solo estilo musical, las letras hablan de diversos temas, los videos musicales son extravagantes, la instrumentación es poco convencional e incluso algunas bandas de rock alternativo se han calificado en este estilo.
Algunas bandas de rock alternativo, que combinan su sonido característico con indie pop, se hacen llamar música alternativa pop.